# 6 Pułk Piechoty Legionów
6 Pułk Piechoty Legionów Józefa Piłsudskiego (6 pp Leg.) – oddział piechoty Wojska Polskiego II RP.
Na początku 1919 roku odtworzono 6 pułk piechoty Legionów. Brał on udział w wojnie polsko-ukraińskiej i polsko-sowieckiej. W okresie pokoju stacjonował w garnizonie Wilno. 18 marca 1938 roku otrzymał imię Marszałka Józefa Piłsudskiego. W kampanii wrześniowej walczył w macierzystej 1 Dywizji Piechoty Legionów. W 1991 roku tradycje „szóstaków” przejął 6 pułk zmechanizowany Legionów, a następnie utworzona w jego miejsce 2 Brygada Zmechanizowana Legionów im. Marszałka Józefa Piłsudskiego.

## Pułk w legionach
Pułk utworzony został rozkazem Komendy Legionów Polskich z 27 lipca 1915 w Rozprzy pod Piotrkowem.
10 września pułk odszedł na Wołyń w składzie III Brygady Legionów Polskich. Jesienią przeszedł chrzest bojowy w Maniewiczach i pod Kostiuchnówką. Następnie walczył pod Kuklami i Kamieniuchą. Podczas ofensywy gen. Aleksieja Brusiłowa w lipcu 1916 prowadził boje pod „Polską Górą". Na początku sierpnia 1916 roku zakończył działania bojowe pod Sitowiczami. W lipcu 1917 roku w wyniku tzw. kryzysu przysięgowego został rozwiązany.

## Pułk w walce o granice
Na początku 1919 przystąpiono do odtwarzania pułku. Pierwszym jego pododdziałem był batalion szturmowy, sformowany w Radomiu, który 9 stycznia 1919 wszedł do walki o linię kolejową Lwów—Przemyśl. W kwietniu 1919 uczestniczył w walkach o Lidę. Przesunięty pod Wilno, połączył się z II i III batalionem.
W czerwcu 1919 jego kompania wchodziła w skład Grupy generała Henryka Minkiewicza (Grupa operacyjna „Bug”).
W pełni skompletowany pułk wziął udział w bojach o Dyneburg na Łotwie.
W grudniu 1919 batalion zapasowy pułku stacjonował w Jabłonnie.
W 1920 pułk włączony został do grupy uderzeniowej skierowanej na Kijów.
W czasie ofensywy wojsk sowieckich w lipcu 1920 poniósł duże straty. Zreorganizowany i uzupełniony na Lubelszczyźnie, rzucony został do kontrofensywy znad rzeki Wieprz. Dotarł 27 września 1920 do Lidy. Jego batalion zapasowy został 18 sierpnia doszczętnie rozgromiony pod Płockiem.
Zawieszenie broni zastało pułk w rejonie Gródka Siemkowskiego. 3 grudnia 1920 w Mołodecznie Marszałek Józef Piłsudski udekorował sztandar 6 pułku piechoty Srebrnym Krzyżem Orderu Wojskowego Virtuti Militari za zasługi bojowe w kampanii 1914–1920 (VM 3222). Matką chrzestną sztandaru była Marcelina Rościszewska, a ojcem chrzestnym Tadeusz Sołowski. Mszę polową celebrował ks. biskup Bandurski.

### Mapy walk pułku

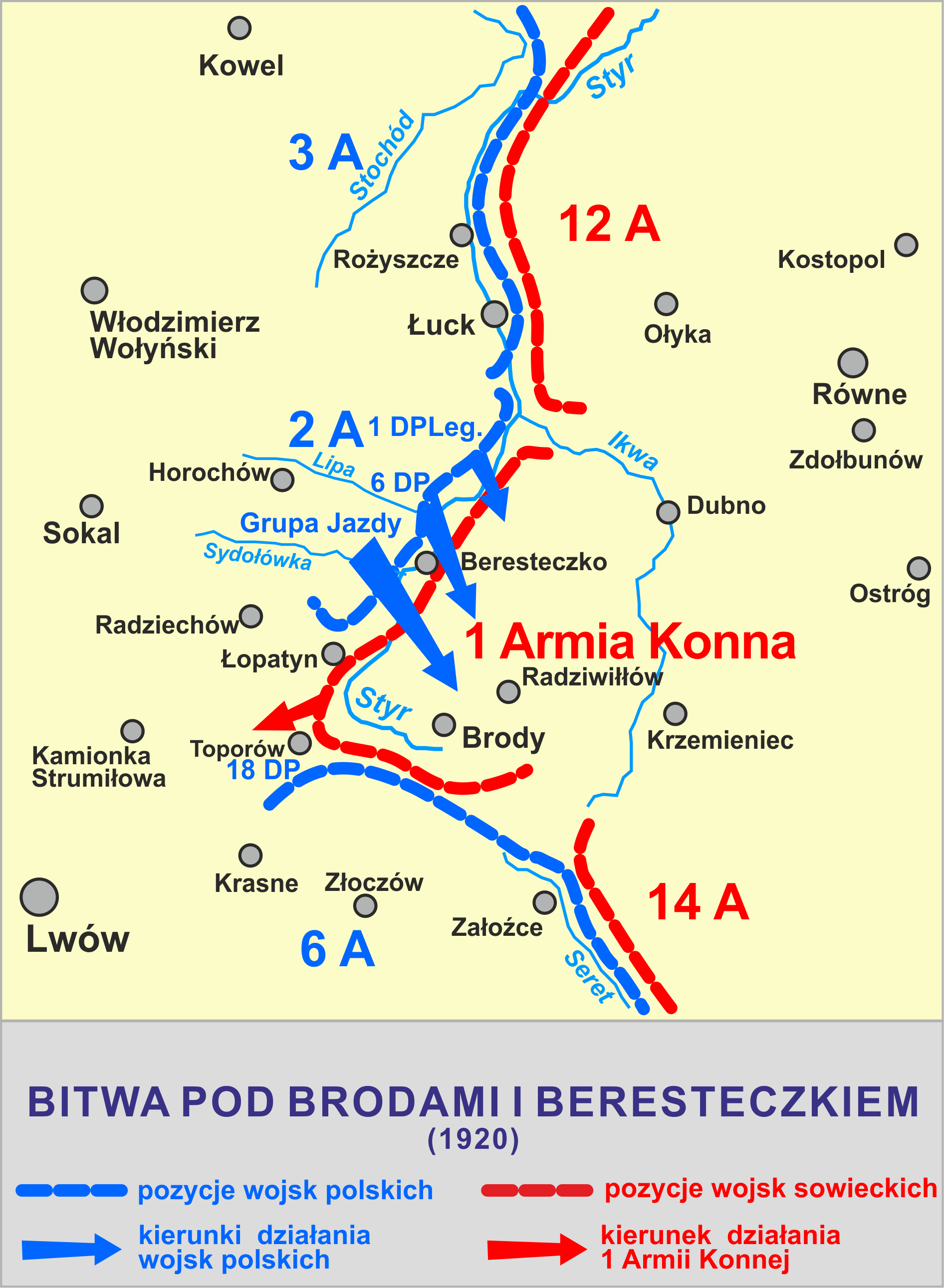
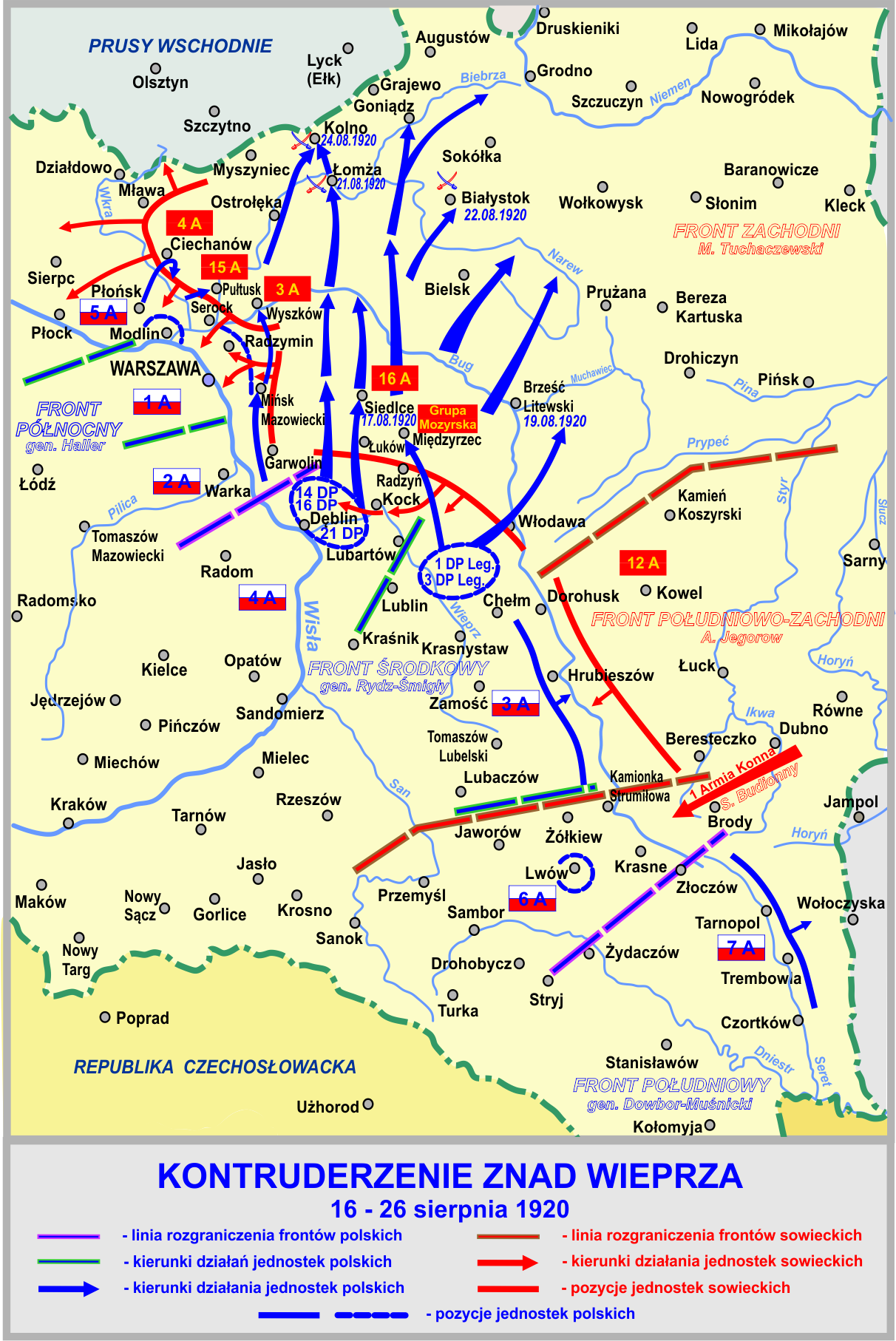
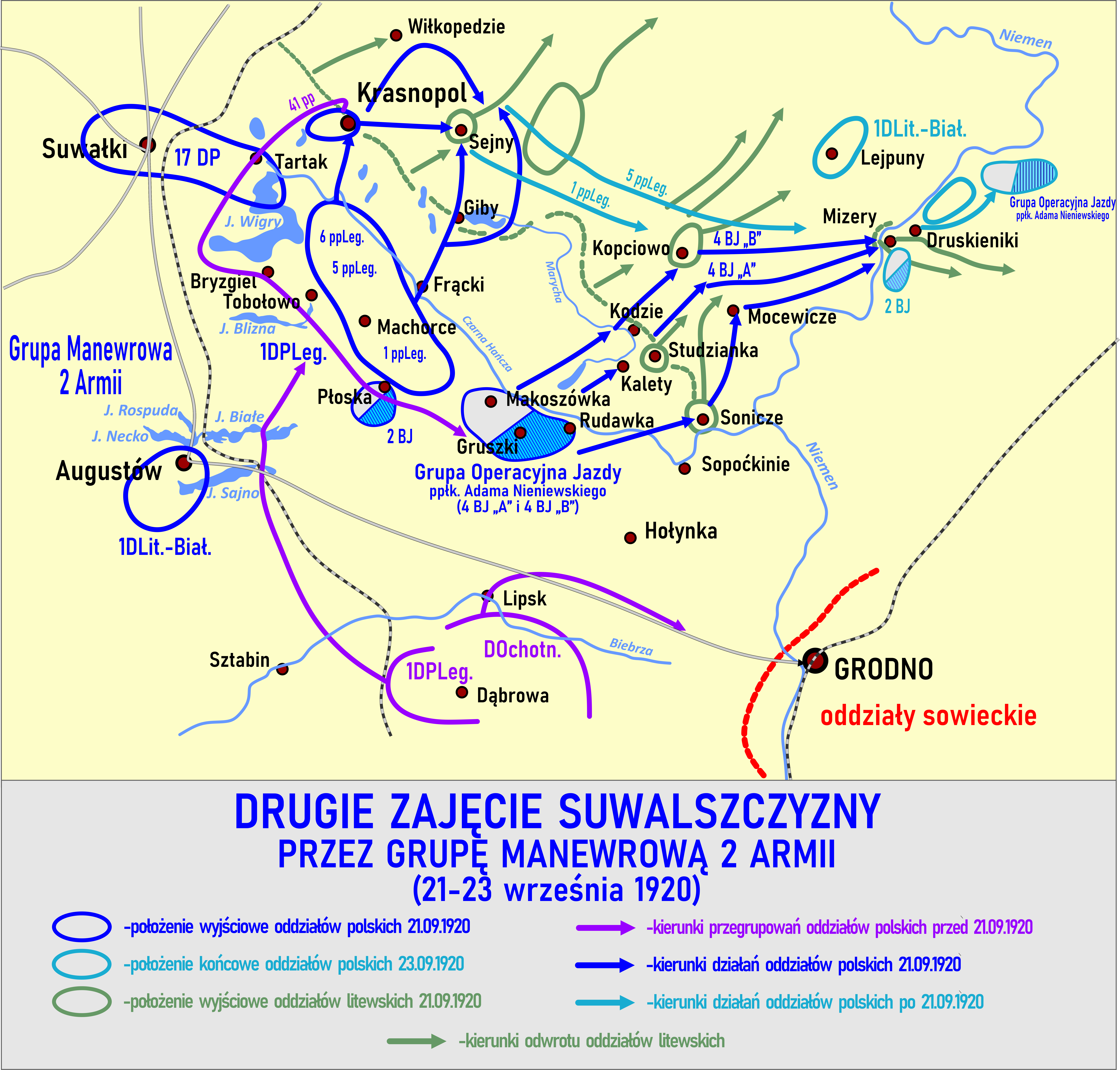

### Kawalerowie Virtuti Militari
Żołnierze pułku odznaczeni Krzyżem Srebrnym Orderu Wojskowego Virtuti Militari

- plut. Ignacy Aumuller
- por. Jan Balsewicz
- ppor. Zygmunt Bezeg
- sierż. Jan Blicharski
- ppor. Czesław Bomba
- por. Feliks Brzeskwiński
- kpr. Wacław Brzozowski
- ppor. Wacław Buczak
- plut. Józef Burz
- plut. Józef Chachuła
- kpr. Wincenty Hołtyn
- ppor. Jan Ciastoń
- sierż. Władysław Cieśla
- st. szer. Antoni Cieślak
- ppor. Józef Czerniatowicz
- kpr. Stanisław Cygan
- sierż. Michał Drajerczyk
- ppor. Kazimierz Drozdowski
- por. Stanisław Dworzak
- ppor. Stanisław Engel
- ppor. Adam Eustachiewicz
- st. szer. Antoni Fiączek
- kpr. Józef Gawełek
- kpt. Mieczysław Głogowiecki
- kpr. Franciszek Górka
- ppor. Wilhelm Heinrich
- sierż. Bolesław Jankowski
- ppor. Tadeusz Jarzyński
- kpr. Franciszek Kajdas
- ppor. Lambert Kamieński
- ppor. Józef Kasperski
- ppor. Jan Kąkolewski
- ppor. Zygmunt Kledzik
- kpr. Władysław Klekot
- ppor. Stanisław Koczay
- ppor. Józef Kołodziejski
- sierż. Jan Komornicki
- kpr. Władysław Kosno
- mjr Stanisław Kozicki
- kpr. Julian Lasota
- ppor. Klemens Lechnicki
- kpr. Stanisław Lipowski
- sierż. Edward Łysakowski
- sierż. Stanisław Majchrowicz
- plut. Wacław Margiel
- kpr. Stanisław Matuszewski
- plut. Władysław Michalski
- st. szer. Józef Michnowski
- ppor. Czesław Mierzejewski
- plut. Roman Mikołajczyk
- ppor. Jan Niemierski
- sierż. Stanisław Opaliński
- ppor. Jan Ozga
- ppor. Zbigniew Osostowicz
- ppor. Tadeusz Parczyński
- kpt. Tadeusz Pełczyński
- st. szer. Konstanty Pieńkowski
- sierż. Jan Pilarski
- st. sierż. Michał Piołunkowski
- por. Wiktor Plesner
- ppłk Bolesław Popowicz
- ppor. Adam Przybylski
- mjr Marian Raczyński
- st. sierż. Stanisław Rek
- ppor. Stefan Robaszkiewicz
- kpr. Władysław Różycki
- kpt Tadeusz Schoen
- kpt Franciszek Sękara
- sierż. Ludwik Silaoc
- sierż. Konrad Stroniewicz
- plut. Wacław Surdyk
- mjr Stanisław Świtalski
- kpr. Rafał Pęczek vel Władysław Targowski[a]
- kpt Franciszek Tomczuk
- ppor. Józef Turczyński
- ppor. Karol Wańkowicz
- plut. Stefan Wdowczyk
- por. Mieczysław Węglewski[9]
- ppor. Alfred Wierzejski
- kpr. Feliks Wiśniewski
- kpr. Józef Wiśniewski
- ppor. Erwin Wolanek
- ppor. Konstanty Zaborowski
- kpr. Stanisław Zak

## Pułk w okresie pokoju
Po zakończeniu działań wojennych 6 pułk piechoty Legionów obsadził odcinek polsko – litewskiej linii demarkacyjnej. W 1921 roku miastem garnizonowym pułku była Lida. Rok później przeniesiono go do Grodna. W 1923 roku pułk stacjonował na terenie Okręgu Korpusu Nr III w garnizonie Wilno. Kadra batalionu zapasowego stacjonowała w Płocku. Warunki zakwaterowania w Wilnie były dobre. Z uwagi na brak strzelnicy występowały trudności z wyszkoleniem pułku. Dopiero zbudowana od podstaw strzelnica w Laskówce rozwiązała problem.
Na podstawie rozkazu wykonawczego Ministerstwa Spraw Wojskowych do Departamentu Piechoty o wprowadzeniu organizacji piechoty na stopie pokojowej PS 10-50 z 1930 roku, w Wojsku Polskim wprowadzono trzy typy pułków piechoty. 6 pułk piechoty zaliczony został do typu II pułków piechoty (tzw. wzmocnionych). W każdym roku otrzymywał około 845 rekrutów. Stan osobowy pułku wynosił 68 oficerów oraz 1900 podoficerów i szeregowców. Na czas wojny przewidywany był do pierwszego rzutu mobilizacyjnego. W okresie zimowym posiadał dwa bataliony starszego rocznika i batalion szkolny, w okresie letnim zaś trzy bataliony strzeleckie. Jego stany były wyższe od pułku „normalnego” (typ I) o ok. 400-700 żołnierzy.

### Wojskowy Klub Sportowy 6 pp

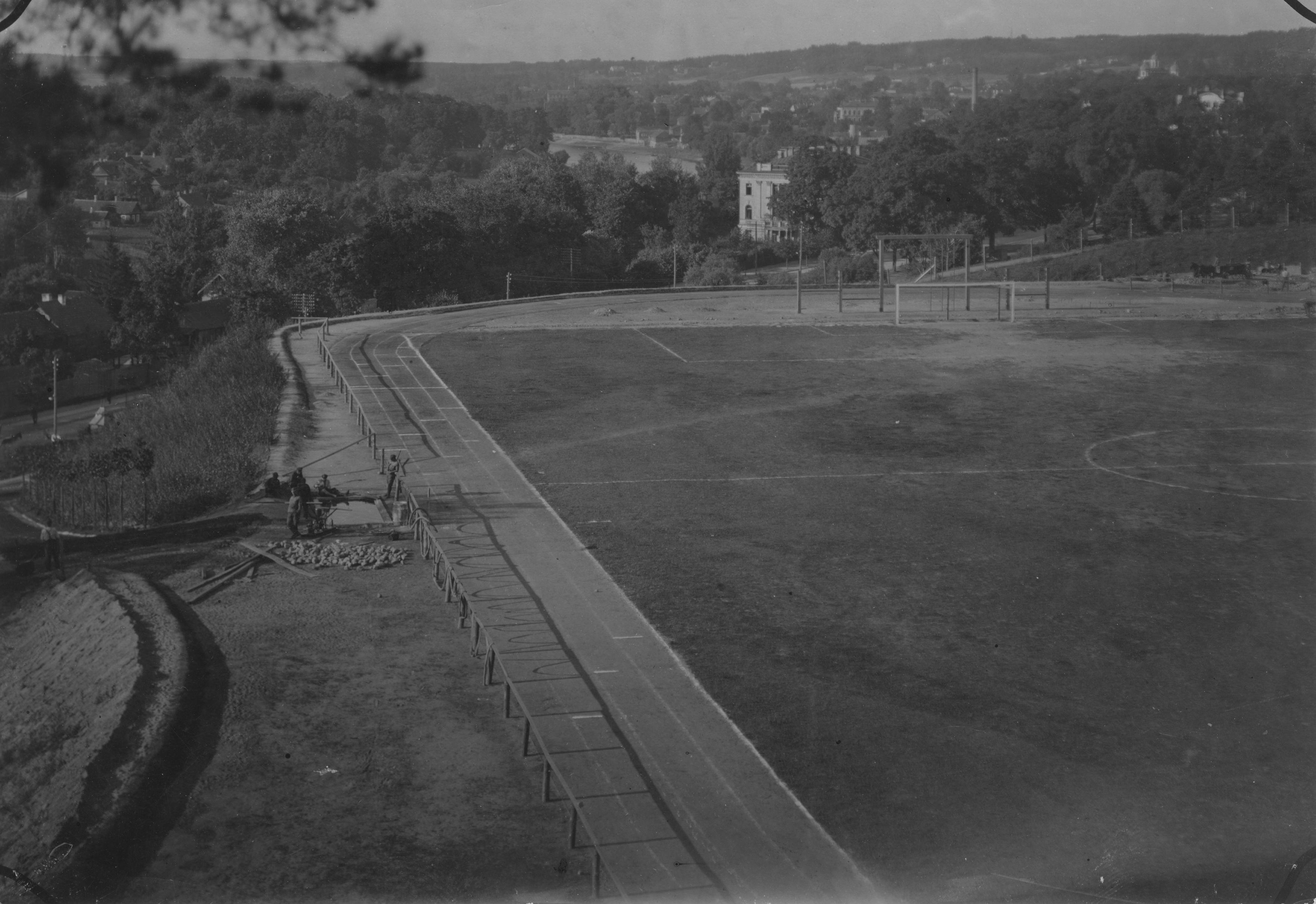
Stadion WKS 6 ppLeg w 1926 r.

W pułku duży nacisk kładziono na sport. Przy jednostce powstał Wojskowy Klub Sportowy. W 1933 r. po połączeniu klubu z WKS 1 ppLeg Wilno utworzono Śmigłego Wilno. W jednostce przy ul. Kościuszki na Antokolu żołnierze wybudowali stadion piłkarski, uroczyście otwarty w 1925 r. przez marszałka Józefa Piłsudskiego. Na początku spotkania zrzucono z samolotu piłkę, którą marszałek kopnął w stronę Stefana Śliwy, kapitana drużyny WKS Pogoń. Następnie rozegrano mecz pomiędzy Towarzystwem Sportowym Wilia, a WKS Pogoń (1ː1). Przy stadionie znajdowała się skocznia narciarska wybudowana w 1924 r. Zawodnikiem sekcji lekkoatletycznej klubu był medalista Mistrzostw Polski Władysław Dobrowolski.
| Obsada personalna i struktura organizacyjna w marcu 1939: | Obsada personalna i struktura organizacyjna w marcu 1939: |
| Stanowisko                                                | Stopień, imię i nazwisko                                  |
| Dowództwo, kwatermistrzostwo i pododdziały specjalne      | Dowództwo, kwatermistrzostwo i pododdziały specjalne      |
| --------------------------------------------------------- | --------------------------------------------------------- |
| dowódca pułku                                             | płk Stanisław Engel                                       |
| I zastępca dowódcy pułku                                  | ppłk Jan Wiktor Pawlik                                    |
| adiutant                                                  | kpt. Antoni Paweł Ślezak                                  |
| starszy lekarz                                            | mjr dr Józef Bułat                                        |
| młodszy lekarz                                            | vacat                                                     |
| oficer placu                                              |                                                           |
| II zastępca dowódcy pułku (kwatermistrz)                  | mjr Leopold Władysław Jaxa                                |
| oficer mobilizacyjny                                      | kpt. adm. (piech.) Stanisław I Ziemba                     |
| zastępca oficera mobilizacyjnego                          | kpt. adm. (piech.) Stanisław II Konkiel                   |
| oficer administracyjno-materiałowy                        | kpt. adm. (piech.) Tomasz Baranowski                      |
| oficer gospodarczy                                        | por. int.Stefan Życki                                     |
| oficer żywnościowy                                        | por. Józef Rendalski                                      |
| oficer taborowy                                           | kpt. tab. Alfons Bobkiewicz                               |
| kapelmistrz                                               | vacat                                                     |
| dowódca plutonu łączności                                 | por. Jan Siedlecki                                        |
| dowódca plutonu pionierów                                 | por. Władysław Szemieto                                   |
| dowódca plutonu artylerii piechoty                        | por. art. Stefan Jerzy Jasiewicz                          |
| dowódca plutonu przeciwpancernego                         | por. Bogusław Szafranowski                                |
| dowódca oddziału zwiadu                                   | por. Tomasz Jaworski                                      |
| I batalion                                                |                                                           |
| dowódca                                                   | mjr Władysław Zarzycki                                    |
| dowódca 1 kompanii                                        | kpt. Kazimierz Miller                                     |
| dowódca plutonu                                           | por. Jerzy Klemens Niemcewicz                             |
| dowódca plutonu                                           | ppor. Anatol Woróg                                        |
| dowódca 2 kompanii                                        | por. Władysław Pastuszko                                  |
| dowódca plutonu                                           | por. Napoleon Oświeciński                                 |
| dowódca plutonu                                           | ppor. Stanisław Kolasiński                                |
| dowódca 3 kompanii                                        | kpt. Ludwik Ziobrowski                                    |
| dowódca plutonu                                           | por. Ludwik Kordas                                        |
| dowódca plutonu                                           | chor. Stanisław Telega                                    |
| dowódca 1 kompanii km                                     | por. kontr. Hamid Bek Mechmed Zade                        |
| dowódca plutonu                                           | chor. Władysław Cieśla                                    |
| II batalion                                               |                                                           |
| dowódca                                                   | mjr Józef Kazimierz Sokol                                 |
| dowódca 4 kompanii                                        | kpt. Stefan Słomczyński                                   |
| dowódca plutonu                                           | ppor. Zygmunt Zalewski                                    |
| dowódca 5 kompanii                                        | por. Józef Marcin Marcinkiewicz                           |
| dowódca plutonu                                           | ppor. Stanisław Henryk Buczek                             |
| dowódca 6 kompanii                                        | por. Izydor Dowgiałło                                     |
| dowódca plutonu                                           | ppor. Roman Olechnowicz                                   |
| dowódca 2 kompanii km                                     | kpt. Tadeusz Władysław Berek                              |
| dowódca plutonu                                           | por. Wilhelm Tupikowski                                   |
| dowódca plutonu                                           | Tadeusz Stanisław Chodań                                  |
| III batalion                                              |                                                           |
| dowódca                                                   | ppłk dypl. Adam II Przybylski                             |
| dowódca 7 kompanii                                        | por. Aleksander Franciszek Rolewski                       |
| dowódca plutonu                                           | ppor. Walter Brunon Szczepański                           |
| dowódca plutonu                                           | ppor. Anatol Tarnowiecki                                  |
| dowódca 8 kompanii                                        | por. Wiktor Stasiłowicz                                   |
| dowódca plutonu                                           | por. Józef Błażewicz                                      |
| dowódca plutonu                                           | ppor. Andrzej Jan Zieliński                               |
| dowódca 9 kompanii                                        | kpt. Henryk Tomasz Piaszczyński                           |
| dowódca plutonu                                           | ppor. Henryk Wiktor Arcimowicz                            |
| dowódca plutonu                                           | ppor. Tadeusz Jerzy Truszkowski                           |
| dowódca 3 kompanii km                                     | por. Tadeusz Westwalewicz                                 |
| dowódca plutonu                                           | por. Michał Schmal                                        |
| dowódca plutonu                                           | ppor.Zygmunt Stanisław Miszczyk                           |
| na kursie                                                 | por. Antoni Drwiński                                      |
| na kursie                                                 | ppor. Wincenty Tadeusz Pisarski                           |
| 6 obwód przysposobienia wojskowego „Wilno”                |                                                           |
| kmdt obwodowy PW                                          | kpt. adm. (piech.) Edward Downarowicz                     |
| kmdt powiatowy PW Wilno-Troki                             | kpt. piech. Jan Żmudziński                                |

## 6 pp Leg. w kampanii wrześniowej

### Mobilizacja
24 sierpnia 1939 o godz. 4.00 w 6 pułku piechoty Legionów w Wilnie została ogłoszona mobilizacja alarmowa w grupie żółtej. Mobilizację 6 pp Leg. do etatów wojennych przeprowadzono w czasie od A+24, do A+42. Jednocześnie w tej samej grupie zmobilizowano:
- kompani kolarzy nr 31 w czasie A+42,
- kompanię asystencyjną nr 203 w czasie A+48,
- kolumnę taborową nr 303 w czasie A+54.

W grupie brązowej20 w czasie G+30 zmobilizowano kompanię karabinów maszynowych przeciwlotniczych typ B nr 33.
W ramach I rzutu mobilizacji powszechnej w terminie do 3 września zmobilizowano:
- dowództwo i komplet pododdziałów pułkowych 205 pułku piechoty,
- batalion marszowy typ specjalny nr 3,
- uzupełnienie marszowe kompanii kolarzy nr 31[18].

Mobilizację I batalionu prowadzono w koszarach pułku, II batalionu w Szkole technicznej przy ul. Holendernia, III batalionu w bursie Towarzystwa „Przyszłość” przy ul. Kopanica, a kompanię przeciwpancerną w szkole powszechnej przy ul. Zarzecze. Potrzebne wyposażenie i broń przewieziono z koszar i magazynów dla oddziałów i pododdziałów samochodami ciężarowymi. Stawiennictwo rezerwistów było wzorowe. Problemem była niska jakość koni z mobilizacji i zbyt mała ilość regulaminowych wozów taborowych, gdyż do poboru dostawiono jednokonne wózki chłopskie. Ze względu na mały udźwig, tych wózków, wydłużyło to długość kolumn taborowych i zwiększyło znacznie ilość woźniców. Większość koni należało podkuć, a część wozów taborowych naprawić. Od 26 sierpnia podjęto prace naprawcze ze sprzętem taborowym, dokonano wyrównania stanów w pododdziałach żołnierzy starszego rocznika, żołnierzy młodszego rocznika i żołnierzy rezerwy. 27 sierpnia o godz. 9.30 odbył się przegląd pułku przez dowódcę 1 Dywizji Piechoty Legionów gen. bryg. Wincentego Kowalskiego, msza św. i przemarsz ulicami Wilna. 28 sierpnia wydano karabiny ppanc. wz. 35, z batalionami II i III prowadzono szkolenie taktyczne na Placu Ćwiczeń „Równe Pole”. Pułk odpoczywał, dowódcy przebywali na odprawach. 29 sierpnia o godz. 15.00 dowództwo 6 pp Leg. rozpoczęło załadunek do transportów kolejowych, następnie I batalion na dworcu towarowym w Wilnie przy ul. Ponarskiej. Następnie poprzez Grodno, Białystok, Łapy transporty dotarły do Ostrowi Mazowieckiej. W międzyczasie prowadzono dalsze czynności szkoleniowe, naprawiano sprzęt taborowy, bito znaki tożsamości. 31 sierpnia przed południem odjechał II batalion, a o godz. 12.30 kompania ppanc. i reszta pododdziałów pułkowych, a o godz. 17.48 jako ostatni III batalion.

### Działania bojowe
W kampanii wrześniowej 6 pp Leg. walczył w składzie macierzystej 1 DP Leg., która weszła w skład Grupy Operacyjnej „Wyszków”. 1 września  pułk wraz z większością 1 DP Leg. rozlokował się w lasach na zachód od Broku, oczekiwano na ostatnie transporty kolejowe wiozące jeszcze oddziały pułku. O świcie 6 pp Leg. bez III batalionu i części pododdziałów pułkowych znajdował się w rejonie koncentracji dywizji. O godz. 5.10 w rejonie Czyżewa III batalion był bombardowany w transporcie, nie poniósł strat, ale uszkodzono tory. III batalion i kompania ppanc. 6 pp Leg. wyładowane zostały w Małkini i dołączyły do pułku. Pomiędzy godz. 10.00, a 13.00 pułk maszerował w kierunku Ostrowi Mazowieckiej. Po czym do wieczora odpoczywał. Następnie podjęto marsz nocny 1/2 września, o świcie przeszedł przez Ostrów Mazowiecką i doszedł do rejonu Nagoszewo, Wiśniewo, Osuchów. Podczas dojścia do Osuchowa obsługa 3 kompanii ckm zestrzeliła jeden z atakujących III batalion samolotów Dornier. 3 września GO „Wyszków” weszła w skład Armii „Modlin”.
Walki nad Narwią i Bugiem
Zgodnie z nowymi rozkazami 4 września o godz.18.00, 6 pp Leg. rozpoczął dyslokację na linię obrony Narwi w rejonie Różana. Rano 5 września pułk dotarł do nadleśnictwa Maków. Ponowny marsz pułk podjął niezwłocznie w kierunku Pułtuska, ze względu na zagrożenie linii Narwi i przepraw w tym rejonie. W trakcie marszu był atakowany przez lotnictwo niemieckie i ostrzeliwany przez artylerię niemiecką zza Narwi. 6 pp Leg. nie poniósł strat. 6 września po dotarciu w pobliże Pułtuska, pułk stanął na postoju w lasach w pobliżu wsi Obryte, na południowy wschód od Pułtuska, jako odwód dywizji. W pierwszej linii obronę zajęły bratnie pułki. Po wyczerpujących marszach żołnierze odpoczywali. 7 września z uwagi na przełamanie się nieprzyjaciela na odcinku 5 pułku piechoty Legionów i pod Różanem, nastąpił rozkaz wycofania się dywizji. 6 pułk bez kontaktu z nieprzyjacielem ok. godz.15.00 podjął marsz w kierunku Wyszkowa poprzez Plusy, Przekory, Wielątki, dalej szosą pułtuską. Kolumna boczna z I/6 pp Leg. przez Gródek Rządowy i wzdłuż torów kolejowych do Wyszkowa. 6 pp Leg. zajął obronę na skraju Wyszkowa i osłaniał wycofanie się oddziałów własnej dywizji oraz 33 Dywizji Piechoty rez., 41 Dywizji Piechoty rez. i Mazowieckiej Brygady Kawalerii. 8 września 6 pp Leg. osłaniał przyczółek w Wyszkowie stopniowo zmniejszając jego obszar, o godz. 10.00 jako pierwszy na lewy brzeg Bugu przeszedł I batalion, zajmując obronę w rejonie Kamieńczyka. Pozycje pułku były atakowane przez niemieckie lotnictwo. Stopniowo wycofano resztę pułku, jako ostatnie przeszły na drugi brzeg kompanie III batalionu, tuż przed wkraczającą do Wyszkowa niemiecką kawalerią, z którą nawiązano kontakt ogniowy. Pod Kamieńczyk wysunięto część III batalionu w sile 7 kompanii strzeleckiej i części 3 kompanii ckm. Wsparcie artyleryjskie zapewnił dywizjon I/1 pułku artylerii lekkiej Legionów. Reszta 6 pp Leg. pozostała w odwodzie. Nad Bugiem główny bój toczył 5 pp Leg., który poniósł bardzo wysokie straty. Bug pod Brańszczykiem sforsowały oddziały niemieckiej 11 DP na odcinku sąsiedniej 41 DP rez., oddziały niemieckie odparły kontrataki pododdziałów z 33 DP rez. i 41 DP rez. Ok. godz. 16.00 niemiecki 44 pp rozpoczął przeprawę przez rzekę Liwiec, wychodząc na skrzydło pułku. Do natarcia wyruszyła 7 kompania strzelecka z plutonem 3 kompanii ckm. Wykonana zasadzka ogniowa na niemiecką 4 kompanię 44 pp, która przekroczyła Liwiec przez 7 kompanię strzelecką i jej atak na bagnety doprowadził do kompletnego jej rozbicia, zdobyto dwa karabiny maszynowe i dużą ilość karabinów i amunicji, wzięto 3 jeńców. Większość niemieckich żołnierzy zabito lub została ranna, kilku uciekło. Straty własne, to kilku własnych żołnierzy. Wieczorem II batalion i wzmocniona 7 kompania odbiły Brańszczyk. 8 września sztandar pułku wraz z innymi znakami dywizji odtransportowano do Warszawy i zdeponowano w muzeum Józefa Piłsudskiego w Belwederze. Po zapadnięciu zmroku piechota niemiecka zaprzestała prób forsowania Bugu i Liwca. Wzmógł się ostrzał artylerii niemieckiej. Nawała ogniowa niemieckiej artylerii wykonana na III/6 pp Leg. i stanowiska I/1 pal Leg., spowodowały znaczne straty w III batalionie ciężko ranny został jeden oficer, poległ jeden podoficer i 2 szeregowych, ostrzał  zniszczył kuchnię polową i wozy taborowe. Ok. godz. 3.00 zgodnie z rozkazem dowódcy 1 DP Leg., pułk ubezpieczany przez część 3 komp ckm rozpoczął odwrót w kierunku na Kąty i Korytnicę. Nie wszystkie pododdziały wycofały się, gdyż nie dotarły do nich rozkazy o odwrocie. Nad Bugiem pozostała 3 kompania strzelecka w rejonie Brańszczyka, gdzie prawdopodobnie została rozbita, pojedyncza drużyna ckm z 3 kompanii odłączyła się i odeszła, aż do Suchowoli.
Bój o Kałuszyn
9 września 6 pp Leg. z dywizjonem III/1 pal Leg. maszerował po trasie Strachów, Urle do wsi Borzymy, gdzie zatrzymał się na postoju. Po kilkugodzinnym odpoczynku, pułk wyruszył do Stanisławowa, z II batalionem w straży przedniej i I batalionem w straży tylnej. Rano 10 września na maszerujący w straży przedniej II batalion, zasadzkę ogniową przeprowadził patrol niemieckich samochodów pancernych. Natychmiast ostrzał patrolu rozpoczął pluton armat ppanc., maszerujący wraz z II batalionem. Patrol niemiecki został odpędzony ogniem ppanc., zostało rannych kilku żołnierzy, a uszkodzeniu uległy dwie armaty ppanc. Na tyły maszerującego pułku wyszły patrole niemieckiej kawalerii. Ok. godz. 13.30 pułk zatrzymał się na odpoczynek w lesie koło miejscowości Dobre. O godz. 21.00 6 pp Leg. wraz z szwadronem 4/11 pułku ułanów wymaszerował jako kolumna boczna 1 DP Leg. w kierunku Kałuszyna przez Budy i Aleksandrów. Po dojściu w nocy do Kałuszyna, stwierdzono, że jest on broniony przez oddziały niemieckie przewiezione samochodami. Obronę zorganizował 44 pp niemieckiej 11 DP. Na skutek niezrozumienia rozkazu płk Engela, jako pierwszy do szarży ruszył na miasto szwadron 4/11 puł. Wykorzystując zaskoczenie wdarł się po grobli do miasta, gdzie oświetlony rakietami poniósł straty w ogniu obrony niemieckiej. Utracił on w tej nocnej szarży 52 ułanów z 85 atakujących. Zaalarmowana szarżą ułanów, niemiecka obsada Kałuszyna, oświetliła rakietami teren wokół miasta i prowadziła ostrzał przedpola z broni maszynowej. Do wykonania manewru okrążenia miasta od północy został wyznaczony III/6 pp Leg., który o godz. 1.00 11 września opanował wsie Zawady i Trzciankę. W warunkach nocnych na rozwijający się do natarcia III batalion dowódca pułku błędnie skierował I batalion w związku z tym doszło do częściowej dezorganizacji i pomieszania batalionów. Ppłk Jan Kasztelowicz na czele 8 kompanii strzeleckiej (bez plutonu) wdarł się szturmem do centrum Kałuszyna. Został odcięty wraz z kompanią w mieście. Dalsze zadanie prowadzenia natarcia na wzg. 194,8 na północ od Kałuszyna poprowadził por. Michał Schmal. Kompanie 7, 9 i 1 strzeleckie wsparte plutonem z 8 kompanii i większością 3 kompanii ckm, uderzyły pomimo niemieckiego ostrzału z broni maszynowej. Po chwilowym zatrzymaniu natarcia batalion wykonał szturm na pozycje niemieckie, które przełamał, a następnie szturmem zdobył wzgórze 194,8. Podczas porządkowania batalionu, od strony Siedlec nadjechał niemiecki patrol 3 pojazdów pancernych z Dywizji Pancernej „Kempf”. Pojazdy niemieckie obrzucono granatami, a następnie ostrzelano z kb ppanc. unieruchamiając jeden z tych pojazdów, a pozostałe zmuszając do wycofania się. Część 8 kompanii z ppłk Janem Kasztelowiczem broniła się w okrążeniu w rejonie remizy. Do walki w mieście w rejonie cmentarza włączył się pluton kolarzy ze 116 pułku piechoty rez. pod dowództwem pchor. Aleksandra Łubaszewskiego. Pozostałe pododdziały 6 pp Leg. przystąpiły do frontalnego natarcia na miasto, lecz po przejściu przez zabagnione łąki, pomimo wsparcia przez batalionowe moździerze i pluton artylerii piechoty pułku, natarcie zaległo w ogniu niemieckiej obrony. Rozkazem gen. bryg. Wincentego Kowalskiego, do natarcia został wprowadzony batalion III/1 pułku piechoty Legionów, który szturmem wdarł się do miasta wzdłuż szosy z Mińska Mazowieckiego, lecz tam utknął. Do walki o miasto wprowadzono artylerię dywizyjną w składzie dywizjonów: I i III 1 pal Leg. i 1 dywizjonu artylerii ciężkiej. Po oddaniu salw w centrum miasta przez działa artylerii dywizyjnej, nastąpiła dezorganizacja systemu obrony niemieckiego 44 pp. Korzystając z osłabienia ognia obrony, do miasta szturmem wdarł się 6 pp Leg., gdzie stoczył zaciętą walkę, na granaty i wręcz. O świcie 6 pułk zdobył wzg. 94,8 i przy wsparciu moździerzy rozpoczął generalny szturm miasta. Do godz. 9.00 11 września legioniści z 6 pp i III batalionu 1 pp zlikwidowali ostatnie punkty oporu i oczyścili miasto z żołnierzy niemieckich. Rozbity niemiecki 44 pp wraz z III batalionem pułku piechoty SS „Deutschland” razem utworzyły nową linię obrony pod Grębkowem. W zakończonym boju 6 pp Leg. stracił 30% żołnierzy. Poległo 5 oficerów: dowódcy kompanii ppor. Anatol Woróg, por. Eugeniusz Balcerzak, por. Antoni Kudławiec, dowódcy plutonów ppor. Tadeusz Truszkowski, ppor. Józef Koter i ponad 200 szeregowych. Ciężko ranni zostali; płk Stanisław Engel, mjr Władysław Zarzycki, dowódcy kompanii kpt. Kleofast Szepet, kpt. Stefan Słomczyński, por. Wiktor Stasiłowicz, por. Bogusław Szafranowski i wielu niższych stopniem szeregowych i oficerów. Pułk utracił dużą ilość broni i sprzętu, wśród nich kb ppanc. utracono wiele koni i środków przewozowych. Wzięto do niewoli ponad 100 jeńców niemieckich, zabito i raniono kilkuset żołnierzy 44 pp, który czasowo był niezdolny do walki. Obie strony poniosły straty od własnych granatów obronnych i pocisków polskiej artylerii.
Walki odwrotowe
Dowództwo pułku objął ppłk Jan Kasztelowicz, III batalion objął por. Michał Schmal, I batalion rozwiązano, a jego resztki wcielono do II i III batalionu. Po otwarciu drogi dla 1 DPLeg., 6 pp Leg. wykonał marsz Za oddziałami dywizji, docierając III batalionem z taborami w rejon Kuflewa. W tym czasie II batalion z częścią pododdziałów pułkowych dotarł w rejon wsi Guzew. Po krótkim odpoczynku 6 pp Leg. wraz z dywizjonem II/1 pal Leg. pomaszerował nocnym marszem 12/13 września poprzez Borki, Dębowce, Wodynie. W rejonie Lipień do pułku dołączyła grupa rozbitków z 116 pp rez. O godz. 5.30 13 września w Wodyniach 6 pp Leg. zaskoczył niemiecką kompanię kolarzy, którą z marszu rozbił, a kilka kontratakujących pojazdów pancernych zniszczono granatami. Podczas dalszego marszu napotkano II/5 pp Leg. nacierającego na Oleśnicę. Do wsparcia natarcia wyznaczono III/6 pp Leg., który po wymianie ognia z obroną niemiecką szturmem zdobył wieś wraz batalionem II/5 pp Leg. rozbijając niemiecką kolumnę zaopatrzeniową DPanc. „Kempf” oraz niszcząc kilka czołgów lekkich i samochodów pancernych z osłony kolumny. Następnie III/6 pp Leg. zajął obronę w Woli Wodyńskiej oczekując na resztę pułku. Na rozkaz dowódcy dywizji III batalion o godz. 19.00 przygotowywał się do wymarszu do wsi Helenów, wówczas został zaatakowany przez niemiecki III batalion 22 pp z niemieckiej 1 DP. Po odesłaniu taborów, III batalion odrzucił natarcie niemieckiego batalionu, po czym nie atakowany odmaszerował zgodnie z rozkazem w kierunku lasów Jagodne, a wieś zajął batalion niemiecki. Nad ranem 14 września na Wolę Wodyńską uderzył opóźniony w marszu batalion II/6 pp Leg. wraz z kompanią zwiadowczą, plutonem artylerii piechoty i plutonem łączności. II batalion wdarł się do wsi i utknął pod ogniem niemieckiej piechoty wspartej czołgami. II batalion i wspierające go pododdziały, trzy razy podejmowały szturm, w tym na bagnety, lecz nie zdołały się przebić. Po zniszczeniu armat artylerii piechoty i armat ppanc., niemieckie pododdziały wykonały uderzenie na skrzydło i tyły batalionu, odrzucając go ze wsi do lasu. II batalion i wspierające go pododdziały zostały rozproszone. Po podzieleniu się na grupy, żołnierze usiłowali przedrzeć się, w większości grupy zostały zniszczone lub otoczone oraz wzięte do niewoli. Jedynie nieliczni dołączyli do III batalionu 6 pp Leg. Od świtu 14 września grupujące się w lesie Jagodne oddziały 1 DP Leg. odparły niemieckie grupy wypadowe i patrole. Ze znajdujących się tam pododdziałów i taborów próbowano utworzyć pododdziały bojowe. Ostrzał niemieckiej artylerii powodował zamieszanie. Na podstawie rozpoznania ustalono, że oddziały dywizji są okrążone. Ok. godz. 12.00 ppłk Jan Kasztelowicz podjął natarcie wraz z zebranymi pododdziałami, na otaczający pierścień okrążenia w kierunku na Radzyń Podlaski. Wykonano natarcie na wieś Jedlanka, które załamało się w ogniu nieprzyjaciela. Poległo wielu żołnierzy, wśród nich kwatermistrz kpt. Kazimierz Miller. Ppłk Kasztelowicz polecił zredukować tabory, przeprowadzając selekcję koni i wozów, pozostawiono rannych. Po odpoczynku i nakarmieniu pododdziałów, zorganizowano pododdziały bojowe. O godz. 22.00 kolumna ppłk. Kasztelowicza przeszła pomiędzy jednostkami wroga, bez walki. Na rozkaz dowódcy dywizji ppłk Jan Kasztelowicz poprowadził oddziały w kierunku na Parczew i Włodawę, osiągając po południu 15 września rejon Adamowa. W tym rejonie kolumna odpoczywała przez 15 i 16 września, dołączali rozbitkowie z oddziałów 1 DP Leg. i innych jednostek. Nocnym marszem 16/17 września o świcie osiągnięto rejon Radynia Podlaskiego, dalej zgodnie z rozkazem gen. Kowalskiego kolumna nocnymi marszami dotarła 20 września do Chełma Lubelskiego.
Udział w bitwie pod Tomaszowem Lubelskim
Od gen. bryg. Wincentego Kowalskiego, ppłk Jan Kasztelowicz otrzymał rozkaz sformowania 1 pułku piechoty Leg. z całej piechoty dywizji. Z pozostałości 6 pp Leg. w oparciu głównie o III batalion utworzono batalion zbiorczy, oznaczony jako III/1 pp Leg pod dowództwem mjr. Wilhelma Kiczaka. Odtworzony 1 pułk piechoty Leg. wraz z 8 pułkiem piechoty Leg. wszedł w skład 1 DP Leg. Dywizja weszła w skład Armii gen. bryg. Emila Krukowicza-Przedrzymirskiego, która w składzie Frontu Północnego miała nacierać na południe celem nawiązania połączenia z wojskami Frontu Południowego gen. broni Kazimierza Sosnkowskiego. Dalszy marsz na południe blokowały wojska niemieckiego VIII Korpusu Armijnego i część XXII Korpusu Armijnego (mot.). III/1 pp Leg. nocą 20/21 września pomaszerował do Grabowca, a 21 września w ciągu dnia poszedł do Wożuczyna. Nocą 21/22 września wraz całym pułkiem osiągnął Rachanie, gdzie zajął obronę. W nocy przez linie obrony przepuszczono niemieckich parlamentariuszy do gen. dyw. Stefana Dąba-Biernackiego. Po południu 22 września batalion wraz z całą dywizją przystąpił do natarcia. Przełamał przy wsparciu artylerii niemieckie linie obronne. O godz. 20.00 III/1 pp Leg. osiągnął Dzierążnię. W nocy w terenie pagórkowatym, przez leśne bezdroża, batalion stracił kontakt z dowództwem i sąsiadami. W trakcie ulewnego deszczu, pod ostrzałem artyleryjskim odłączyła się 1 kompania. Batalion poniósł straty skierował się na Suchowolę, gdzie dotarł 24 września, utracił kontakt bojowy z nieprzyjacielem. 23 września 1 DP Leg. nacierała między Tarnawatką, a Antoniówką stoczyła bój z niemiecką 8 DP i częścią 28 DP. Została okrążona i zniszczona. Zagładzie uległa 1 kompania III/1 pp Leg., ppłk Kasztelowicz dostał się do niewoli. Poległo i dostało się do niewoli wielu żołnierzy pułku. Resztka III batalionu stanowiącego siłę jednej kompanii wzięła udział w walce o Suchowolę. Do obrony Suchowoli wydzielono kilkunastoosobowy pluton ckm por. Michał Schmala, pozostałość batalionu udała się celem osłonięcia własnej baterii artylerii. W nieznanych okolicznościach resztki III/1 pp Leg. dostały się do niewoli sowieckiej. Por. Schmal ze swoim plutonem uczestniczył w boju pod Krasnobrodem, stoczonego 25 września przez resztki 10 Dywizji Piechoty i drobne pododdziały z 19 Dywizji Piechoty i 33 Dywizji Piechoty rez., z niemieckim 8 batalionem pionierów. Był to ostatni bój pododdziału 6 pp Leg.
Obsada dowódcza odtworzonego 1 pp Leg. i batalionu III/1 pp Leg.
- dowódca pułku – ppłk Jan Kasztelowicz

- zastępca dowódcy pułku – mjr Józef Roczniak
- I adiutant pułku – kpt. Wacław Kobyliński
- II adiutant pułku – por. Hieronim Mażulis
- oficer informacyjny – por. Zygmunt Krzymowski
- oficer łączności – por. Józef Zapolski
- dowódca III batalionu (z resztek 6 pp Leg.) – mjr Wilhelm Maciej Kiczak
  - adiutant batalionu – por. Romuald Tomasz Kompf
  - dowódca 7 kompanii strzeleckiej – kpt. Józef Różański
  - dowódca 8 kompanii strzeleckiej – por. Izydor Dowgiałło
  - dowódca 3 kompanii ckm – por. Michał Schmal

Po wojnie 11 listopada 1966 r. decyzją Rady Trzech (Kapituły Orderu Virtuti Militari) w Londynie 6 pułk piechoty Legionów Józefa Piłsudskiego uzyskał prawo umieszczenia na wstędze biało-czerwonej przy sztandarze napisu: „Wyróżniony za niezwykłe męstwo w kampanii 1939 w Polsce”.

### Formacje utworzone z żołnierzy zmobilizowanych przez 6 pp Leg. i sformowane w OZ 1 DPLeg.
Do 3 września zgodnie z planem mobilizacyjnym „W1" w ramach mobilizacji powszechnej sformowano dowództwo i pododdziały pułkowe 205 pp, batalion marszowy typ specjalny nr 3 (4 kompanie strzeleckie i 2 kompanie km), który według wcześniejszych zamierzeń miał wejść w skład Obszaru Warownego „Wilno”. Z batalionu tego ostatecznie na podstawie poprawek do planu mobilizacyjnego z 19 czerwca 1939 roku, formował się III batalion 205 pułku piechoty. Batalion III/205 pp, brał aktywny udział w walkach w rejonie Mińska Mazowieckiego, a potem w obronie Warszawy na odcinku wschodnim na Pradze. Dowództwo 205 pp pododdziały pułkowe weszły w skład garnizonu Lwowa i walczył na odcinku zachodnim obrony w składzie 35 Dywizji Piechoty rez. Jednocześnie z pozostałych dwóch kompanii batalionu marszowego typ spec nr 3: utworzono 9 kompanię strzelecką III batalionu 1 pułku piechoty OW „Grodno” i 3 kompanię ckm III batalionu 1 pp OW „Grodno”. Kompanie te w ramach swojego batalionu i pułku stanowiły załogę Lwowa i wzięły aktywny udział w walkach.
W Kadrze Zapasowej Piechoty Sokółka formowano w II rzucie mobilizacji powszechnej Ośrodek Zapasowy 1 Dywizji Piechoty Legionów. Do OZ 1 DP Leg. zgłaszali się bezpośrednio rezerwiści z zachodnich regionów kraju. Ośrodek formował się w Sokółce pod dowództwem mjr. Słomki. Zanim ukończono formowanie Ośrodka przerzucono, go do Wilna. 9 września z formowanym OZ 1 DPLeg. wyjechało kilkuset uzbrojonych żołnierzy oraz 120 wozów taborowych. W Wilnie w koszarach 6 pp Leg. ppłk Jan Pawlik podjął na nowo organizację OZ 1 DP Leg. Z żołnierzy Oddziału Zbierania Nadwyżek 6 pp Leg. w Wilnie i przybyłych z Sokółki żołnierzy, rozpoczęto formowanie batalionu bojowego oznaczonego jako II batalion OZ 1 DP Leg. pod dowództwem mjr. Michała Marchewy. 17 września II batalion (6 pp Leg.) OZ 1 DP Leg. został skierowany na przedpole Wilna do wsi Góry, gdzie budował pozycje obronne. Pozostałe bataliony pułku OZ 1 DP Leg. i szwadrony dywizjonu Ośrodka Zapasowego Wileńskiej Brygady Kawalerii zajęły stanowiska celem osłony od wschodu Antokola. 18 września pułk OZ 1 DP Leg. o godz. 19.30 otrzymał rozkaz od płk dypl. Jarosława Okulicz-Kozaryna opuszczenia Wilna, nie podejmowania walki z podchodzącymi wojskami sowieckimi i wycofanie się na Litwę. Około północy bataliony opuściły stanowiska, sformowały kolumny marszowe i udały się do Wilna. II batalion mjr Michała Marchewy podczas przemarszu przez śródmieście miasta, napotkał dwa czołgi sowieckie, z którymi nie podjął walki. W trakcie dalszego marszu z uwagi na ciemności, od batalionu odłączyła się 4 kompania strzelecka. 19 września rano dowódca 4 kompanii rozpuścił słabo uzbrojonych szeregowych do domów, a sam z grupą oficerów, podoficerów i ochotników szeregowych łącznie ponad 20 ludzi, przedarł się  do granicy litewskiej, którą przekroczył 23 września. Siły główne II batalionu przeszły przez Wilię Zielonym Mostem i pomaszerowały w kierunku Mejszagoły. W trakcie marszu nieco żołnierzy zdezerterowało. Większość II batalionu (6 pp Leg.) w zwartych szykach dotarła do granicy litewskiej, którą batalion przekroczył 20 września i został internowany.
II batalion bojowy (6 pp Leg.) OZ 1 DP Leg.
- dowódca batalionu – mjr Michał Marchewa[40]
- adiutant batalionu por. Tadeusz Westfalewicz
- dowódca 4 kompanii strzeleckiej – por. Lucjan Mniszewski
- dowódca 5 kompanii strzeleckiej – por. Skowroński
  - dowódca I plutonu – ppor. rez. Wincenty Bińkowski
  - dowódca II plutonu – ppor. rez. Hieronim Krzemień
  - dowódca III plutonu – ppor. rez. Tadeusz Schröder
- dowódca 6 kompanii strzeleckiej – por. Mieczysław Rolewski
  - dowódca I plutonu – ppor. rez. Szczeciński
  - dowódca II plutonu – ppor. rez. Jan Dryll[41]
  - dowódca III plutonu – ppor. rez. Konstanty Nikitik[42]
- dowódca 2 kompanii ckm – por. Wiktor Ostrowski

### Obsada personalna pułku we wrześniu 1939
Dowództwo
- dowódca pułku – płk Stanisław Engel (ranny 12 IX pod Kałuszynem)
- I adiutant – kpt. Antoni Paweł Ślęzak (zaginiony 13 IX pod Wolą Wodyńską)
- II adiutant – por. rez. Ludwik Weker
- oficer informacyjny – por. Józef Błażewicz
- kwatermistrz – kpt. Kazimierz Miller (poległ 14 IX 1939 w lesie Jagodne)
- naczelny lekarz pułku – mjr dr Józef Bułat
- dowódca kompanii gospodarczej – por. Ignacy Skupieński (też kapelmistrz)
- oficer płatnik – ppor. rez. Jan Koecher
- oficer żywnościowy – por. int. Stefan Życki
- kapelan pułku – ks. kpl. rez. Józef Grams

I batalion
- dowódca batalionu – mjr Władysław Zarzycki (ranny 12 IX pod Kałuszynem)
- adiutant – ppor. rez. Jan Rozwadowski
- oficer płatnik – ppor. rez. Stanisław Telechun
- dowódca plutonu łączności – ppor. rez. Feliks Sośnicki
- dowódca 1 kompanii strzelców – ppor. Anatol Woróg (poległ 12 IX pod Kałuszynem)
- dowódca I plutonu – ppor. rez. Wacław Markiewicz (ranny 12 IX pod Kałuszynem)
- dowódca II plutonu – ppor. rez. Jan Jaguczański
- dowódca 2 kompanii strzelców – por. rez. Eugeniusz Balcerzak (poległ 12 IX 1939 pod Kałuszynem)
- dowódca I plutonu – ppor. Ryszard Antoni Jaworski
- dowódca II plutonu – ppor. rez. Aleksander Sokołowski
- dowódca 3 kompanii strzelców – kpt. Ludwik Ziobrowski
- dowódca I plutonu – ppor. rez. Zygmunt Stambrowski
- dowódca II plutonu – ppor. rez. Jan Głowecki
- dowódca III plutonu – chor. Stanisław Telega
- dowódca 1 kompanii ckm – kpt. Kleofas Szepet (ranny 12 IX pod Kałuszynem)
- dowódca I plutonu – ppor. rez. Kazimierz Kryżan
- dowódca II plutonu – ppor. rez. Bogdan Zwolski
- dowódca III plutonu – chor. Władysław Cieśla

II batalion
- dowódca batalionu – kpt. Antoni Piotrowski
- adiutant – ppor. rez. Marian Koczyk (poległ 23 IX w lesie w rej. Tarnawatka–Suchowola)
- dowódca plutonu łączności – ppor. rez. Kazimierz Ukielski
- dowódca 4 kompanii strzelców – kpt. Stefan Słomczyński (ranny 12 IX pod Kałuszynem)
- dowódca 5 kompanii strzelców – por. Izydor Dowgiałło
- dowódca 6 kompanii strzelców – por. rez. Czesław Adam Papiewski
- dowódca I plutonu – ppor. rez. Andrzej Zieliński
- dowódca 2 kompanii ckm – kpt. Tadeusz Władysław Berek
- dowódca I plutonu – ppor. rez. Władysław Żołądkiewicz
- dowódca II plutonu – ppor. rez. Kazimierz Bryl

III batalion

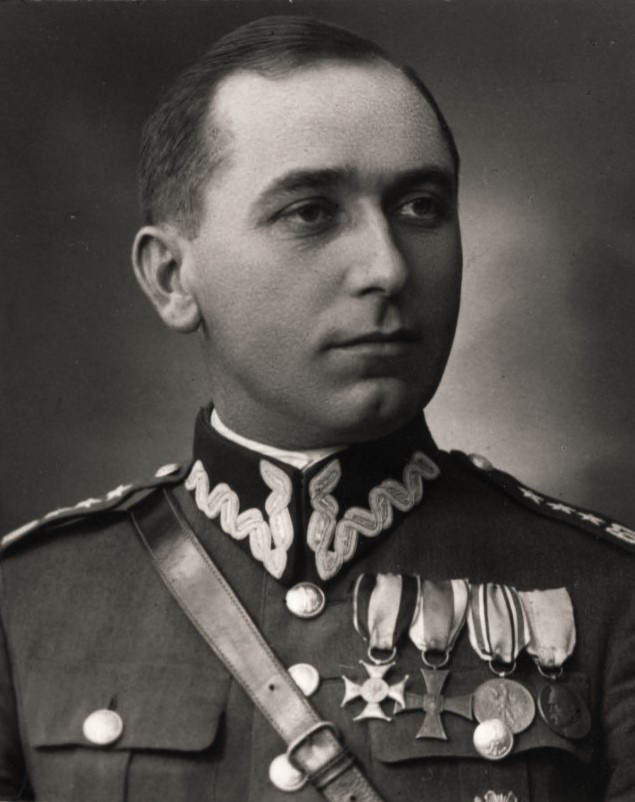
Jan Kasztelowicz (< 1932)

- dowódca batalionu – ppłk Jan Kasztelowicz (od 12 IX 1939 p.o. dowódcy pułku)[43]
- adiutant – ppor. rez. Marian Błaszkiewicz (ranny 10 IX pod Kamieńczykiem), od 10 IX – ppor. rez. Stefan Wyrębski
- oficer gospodarczy – ppor. rez. dr Jerzy Kondracki
- oficer płatnik – ppor. rez. Zygmunt Giernakowski
- lekarz batalionu – ppor. rez. dr Efroim Mełamed
- dowódca 7 kompanii strzelców – por. Wilhelm Tupikowski
- 8 kompanii strzelców – por. Witold Stasiłowicz (zaginął w rej. Kałuszyna, prawdopodobnie został zastrzelony przez Niemców 12 IX 1939, w czasie próby ucieczki z zagarniętego w m. Jakubów punktu opatrunkowego)
- dowódca I plutonu – por. rez. Głowecki
- dowódca III plutonu – chor. Jan Nesterowicz
- dowódca 9 kompanii strzelców – por. rez. Antoni Kudławiec (poległ 12 IX pod Kałuszynem)
- dowódca I plutonu – ppor. Tadeusz Jerzy Truszkowski (poległ 12 IX pod Kałuszynem)
- dowódca II plutonu – ppor. rez. Emanuel Laskarys (ranny 13 IX pod Wolą Wodyńską)
- dowódca III plutonu – ppor. rez. Janowicz
- dowódca 3 kompanii ckm – por. Michał Schmal (od 12 IX p.o. dowódcy III baonu)[44]
- dowódca I plutonu – ppor. rez. Zdzisław Andrucewicz
- dowódca II plutonu – ppor. rez. Józef Koter (poległ 12 IX pod Kałuszynem)
- dowódca III plutonu – ppor. rez. Zygmunt Korolkiewicz (od 12 IX – dowódca kompanii)
- dowódca IV plutonu – ppor. rez. Stefan Wyrębski (od 10 IX adiutant III baonu), od 19 IX – plut. pchor. rez. Jerzy Buyko
- dowódca V plutonu – ppor. rez. Piotr Wasilewski
- szef kompanii – kpr. zaw. Robert Bobkiewicz
- podoficer gospodarczy – sierż. zaw. Władysław Piechota
- podoficer broni – plut. zaw. Jan Matoszko
- obserwator dowódcy kompanii – kpr. sł. czyn. Władysław Sikorski
- goniec dowódcy kompanii – leg. Stanisław Kobirski
- pocztowy osobisty dowódcy kompanii – leg. Stanisław Wawrzonkowski

Pododdziały specjalne
- dowódca plutonu łączności – por. Jan Siedlecki
- dowódca kompanii zwiadowców – por. Tomasz Jaworski
- dowódca plutonu kolarzy – ppor. rez. mgr Eugeniusz Masłowski
- dowódca kompanii przeciwpancernej – por. Bogusław Szafranowski (ranny 12 IX pod Kałuszynem)
- dowódca I plutonu – por. Zbigniew Lech Sankowski
- dowódca II plutonu – ppor. rez. Marian Tomaszewicz
- dowódca plutonu artylerii piechoty – por. Stefan Jerzy Jasiewicz
- dowódca plutonu pionierów – ppor. Michał Kuncewicz

## Symbole pułku

### Sztandar
Pierwszy sztandar otrzymał 12 września 1915 roku 6 pułk piechoty Legionów Polskich w Rozprzy. Sztandar uszyty był z jedwabiu o wymiarach 100 na 132 cm. Drzewce z orłem o długość 322 cm. Na prawej stronie płatu barwy amarantowej  biały orzeł  w koronie i napis „Legjon Polski”. Pod orłem wyhaftowano napis „6. Pułk" i  rok „1915”. Po rozwiązaniu pułku w 1917 został ukryty w Krakowie. Po odtworzeniu 6 pp Leg. sztandar przekazano do batalionu zapasowego pułku w Jabłonnie. W grudniu 1920 roku  marsz. Józef Piłsudski odznaczył sztandar orderem Virtuti Militari V klasy. W 1922 roku w życie weszła ustawa ujednolicająca kwestie związane ze sztandarami wojskowymi. Stary sztandar przekazano do Muzeum Wojska Polskiego w Warszawie. Strzęp starego sztandaru znajduje się w Instytucie Sikorskiego w Londynie.
Kolejną chorągiew ofiarowało pułkowi społeczeństwo Płocka. 1 listopada 1922 na placu Łukiskim w Wilnie Józef Piłsudski wręczył chorągiew pułkowi. Na nowym sztandarze wyhaftowane były nazwy miejsc na szlaku bojowym pułku, wraz z datami – m.in. Lwów i Wilno – 1919, Kijów, Świniuchy i Lida – 1920. Sztandar posiadał szarfę w barwach Virtuti Militari. Sztandar wyjechał z pułkiem na wojnę 1939 roku. 8 września został odesłany do Warszawy na przechowanie w Muzeum Belwederskim. Obecnie sztandar znajduje się w Muzeum Wojska Polskiego w Warszawie.

### Odznaka pamiątkowa
Pierwszy wzór odznaki zatwierdzony Dz. Rozk. MSWojsk. nr 49, poz. 872 z 13 grudnia 1921 roku. Odznaka zwana "Krzyżem Wytrwałości" ma kształt stylizowanego krzyża, na którym widnieje wizerunek orła wzorowanego na jagiellońskim. Na piersi orła i skrzydłach wpisano numer i inicjały 6 PP LP. Przy szyi data powstania pułku 28 VII 1915, na obramowaniach krzyża nazwy pól bitewnych KOSTIUCHNÓWKA, GÓRA POLAKÓW KAMIENIUCHA KUKLE – KOPNE. Dwuczęściowa – wykonana w srebrze lub z alpaki, bez emalii. Wymiary: 41x36 mm.
Druga odznaka była łudząco podobna do odznaki 1 pułku piechoty Legionów. Została zatwierdzona Dziennikiem Rozkazów Ministerstwa Spraw Wojskowych nr 20, poz. 196 z 21 czerwca 1929.  Środek odznaki wypełnia miniatura odznaki I Brygady Legionów Polskich „Za Wierną Służbę”. Od miniatury odbiegają cztery wici, strzały wzorowane na pieczęci kamonika wrocławskiego Zbrosława z 1276 oraz cztery tarcze – topory z cyfrą pułkową. Wymiary: 34x34 mm. Projekt: Bronisław Sylwin Kencbok; wykonanie: Adam Nagalski – Warszawa.

### Oznaka żałobna
26 czerwca 1935 Minister Spraw Wojskowych "w celu uczczenia i utrwalenia pamięci Marszałka Jóżefa Piłsudskiego [...] ustanowił stałą oznakę żałobną." Oznakę stanowiła czarna obwódka, średnicy 3 mm, złożona z podwójnego czarnego sznura – jedwabnego u oficerów i podoficerów zawodowych, a bawełnianego u szeregowców i kadetów – przyszyta do krawędzi lewego naramiennika kurtki i płaszcza, i noszona stale w służbie i poza służbą do wszystkich rodzajów ubioru wojskowego. Od 1938 roku oznakę żałobną nosili też żołnierze 6 ppLeg.
Tradycja
Tradycje 6 pułku piechoty Legionów kontynuuje 2 Brygada Zmechanizowana Legionów im. Marszałka Józefa Piłsudskiego.

## Legioniści
Dowódcy pułku
- ppłk Bolesław Popowicz (8 V 1919 (praktycznie 22 maja[55]) – 15 VIII 1920)
- ppłk / płk Stanisław Józef Kozicki (16 VIII 1920 – 17 VIII 1927)
- ppłk / płk Stefan Leon Biestek (17 VIII 1927 – 12 XI 1935)
- ppłk dypl. Zygmunt Berling (13 XI 1935 – 2 IV 1937)
- płk Stanisław Engel (3 IV 1937 – 12 IX 1939[43])
- ppłk Jan Kasztelowicz (p.o. od 12 IX 1939)[43]

Zastępcy dowódcy pułku
- mjr Stanisław Świtalski (p. o. 1921–1922)
- mjr / ppłk piech. Jan Niemierski (6 I 1923[56] – 31 X 1927 → przeniesiony służbowo do Ministerstwa Skarbu)
- mjr piech. Stanisław I Dworzak (IV[57] – 2 XI 1928 → słuchacz WSWoj.[58])
- ppłk dypl. piech. Stanisław I Dworzak (X 1931[59] – X 1932 → szef sztabu DOK VIII)
- ppłk dypl. piech. Zygmunt Berling (X 1932 – XI 1935 → dowódca pułku)
- ppłk dypl. Roman Władysław Szymański (IV 1937 – I 1938 → dowódca 39 pp)
- ppłk piech. Jan Wiktor Pawlik (do VIII 1939 → dowódca OZ 1 DP Leg.)

II zastępca (kwatermistrz)
- mjr piech. Leopold Władysław Jaxa (IV 1934[60] – 1939)

### Żołnierze 6 pułku piechoty Legionów – ofiary zbrodni katyńskiej
Biogramy ofiar zbrodni katyńskiej znajdują się między innymi w bazach udostępnionych przez Ministerstwo Kultury i Dziedzictwa Narodowego oraz Muzeum Katyńskie.
| Nazwisko i imię            | stopień      | zawód               | miejsce pracy przed mobilizacją                     | zamordowany |
| -------------------------- | ------------ | ------------------- | --------------------------------------------------- | ----------- |
| Chodan Tadeusz             | podporucznik | żołnierz zawodowy   | dowódca plutonu 2 kkm/6 pp                          | Katyń       |
| Fiedorowicz Stanisław      | por. rez.    |                     | dyrektor ZUS w Warszawie                            | Katyń       |
| Grodź Władysław            | ppor. rez.   | nauczyciel          |                                                     | Katyń       |
| Kierski Witold             | ppor. rez.   | urzędnik            | Bank GK w Warszawie                                 | Katyń       |
| Koczorowski Stanisław      | ppor. rez.   | prawnik             | pracował w Warszawie                                | Katyń       |
| Kowalewski Wacław          | ppor. rez.   |                     |                                                     | Katyń       |
| Lacki Antoni               | ppor. rez.   | prawnik             |                                                     | Katyń       |
| Litwinionek Józef          | ppor. rez.   | technik budowlany   | koszary w Suwałkach                                 | Katyń       |
| Molendziński Kazimierz     | ppor. rez.   | historyk sztuki, dr |                                                     | Katyń       |
| Odlanicki-Poczobut Mikołaj | por. rez.    | urzędnik            |                                                     | Katyń       |
| Olszowy Aleksander         | por. rez.    | nauczyciel          | pow. dzisneński                                     | Katyń       |
| Piasecki Ryszard           | ppor. rez.   | prawnik             | PKO w Warszawie                                     | Katyń       |
| Prokop Antoni              | kpt. rez.    | urzędnik            | PKO                                                 | Katyń       |
| Puzdrakiewicz Kazimierz    | ppor. rez.   | inżynier            | Zarząd Miejski w Warszawie                          | Katyń       |
| Stankiewicz Michał         | ppor. rez.   | prawnik             |                                                     | Katyń       |
| Watten Stanisław           | ppor. rez.   |                     | Elektrownia Warszawska                              | Katyń       |
| Własienko Włodzimierz      | ppor. rez.   | mierniczy           |                                                     | Katyń       |
| Bondarowicz Wincenty       | ppor. rez.   | nauczyciel          | Szkoła w Krewie                                     | Charków     |
| Bułat Józef                | mjr. dr med. | żołnierz zawodowy   | starszy lekarz 6 pp Leg.                            | Charków     |
| Garlej Jan                 | ppor. rez.   | urzędnik            | Służba Więzienna                                    | Charków     |
| Papiewski Czesław          | por. rez.    | matematyk, mgr      | Zarząd Miejski Wilna                                | Charków     |
| Rosochacki Paweł           | ppor. rez.   | urzędnik            |                                                     | Charków     |
| Słomczyński Stefan         | kapitan      | żołnierz zawodowy   |                                                     | Charków     |
| Stankiewicz Bronisław      | ppor. rez.   | technik             |                                                     | Charków     |
| Szepet Kleofas             | kapitan      | żołnierz zawodowy   | dca 5/5 pp Leg. (III 39);dca1 kkm/6 pp Leg. (IX 39) | Charków     |
| Śladowski Mieczysław       | ppor. rez.   |                     |                                                     | Charków     |
| Ślesicki Czesław           | ppor. rez.   |                     |                                                     | Charków     |
| Ziemiński Tadeusz          | ppor. rez.   | urzędnik            |                                                     | Charków     |